# Eugen de Witte
Eugen de Witte nebo Evžen de Witte (8. října 1882 Karlovy Vary – 19. září 1952 Londýn) ,byl československý politik německé národnosti a poslanec Národního shromáždění za Německou sociálně demokratickou stranu dělnickou v ČSR.

## Biografie
Profesí byl redaktorem. Podle údajů z roku 1935 bydlel v Karlových Varech. Již po komunálních volbách roku 1919 byl za sociální demokraty zvolen náměstkem starosty Karlových Varů.
V Německé sociálně demokratické straně dělnické v ČSR patřil k mladší generaci aktivistů, která do popředí vystoupila během 20. let 20. století.
V parlamentních volbách v roce 1925 získal poslanecký mandát a obhájil ho i v parlamentních volbách v roce 1929 a parlamentních volbách v roce 1935. Jeho mandát zanikl opatřením Stálého výboru parlamentu k 30. říjnu 1938 kvůli změně hranic pomnichovského Československa.
Byl jedním z blízkých spolupracovníků zprvu Ludwiga Czecha a od března 1938 pak nového předsedy strany Wenzela Jaksche, s nímž po okupaci českých zemí odešel do londýnského exilu. Patřil k propagátorům pozitivní spolupráce s československým státem, a přestože prosazoval levicovou politiku, byl odpůrcem komunismu. V rámci exilové sociální demokracie náležel k autonomistickému křídlu. Od roku 1944 byl členem Democratic Sudeten Committee.